# Erythrosuchus
Erythrosuchus var ett släkte arkosaurier som levde under början och mitten av trias. Fossil från Erythrosuchus har påträffats i Sydafrika. För släktet finns ingen typart.
Erythrosuchus var en av de största landlevande köttätarna under sin tid; de största arterna kunde bli ända upp till fem meter långa. De hade även ett stort huvud som blev upp till en meter långt och kraftiga käkar fulla av vassa, konformade tänder. Benen satt rakt under kroppen vilket innebar att Erythrosuchus trots sin storlek kunde röra sig förhållandevis snabbt.